# Happy And
"Happy And"(해피 앤드)는 2009년 4월 10일에 발매된, 노을의 멤버 강균성과 카라의 멤버 니콜가 듀엣으로 부른 디지털 싱글이다. 뮤직 비디오는 두 사람이 스튜디오에서 녹음하는 모습을 담고 있다. DSP 미디어가 주최한 카라 팬 미팅에서 팬 서비스로 부른 것 이외에는 단 한번의 어떠한 공연도 없었지만, 강균성이 같은해 4월 9일에 입대한 다음날에 음반이 발매한 직후, 5일 만에 엠넷 닷컴과 벅스 등의 온라인 차트에서 20위권에 오를 정도의 인기를 얻었다.

## 수록곡 목록
| #  | 제목                  | 작사           | 작곡           | 재생 시간 |
| -- | --------------------- | -------------- | -------------- | --------- |
| 1. | 〈Happy And〉         | 한재호, 김승수 | 한재호, 김승수 | 4:00      |
| 2. | 〈Happy And (Inst.)〉 | 한재호, 김승수 | 한재호, 김승수 | 4:00      |

## 인용
1. ↑  디지털뉴스부 (2009년 4월 15일). “강균성 카라 니콜에 DSLR 선물, “니콜아 고마워~””. 한국경제신문. 2010년 2월 17일에 확인함.[깨진 링크(과거 내용 찾기)]